# Tipo Lavrillier
Il tipo Lavrillier è un tipo monetario disegnato e inciso da André Henri Lavrillier (1885-1958) e usato per il franco francese dal 1933 e fino al 1952.
Questo tipo fu utilizzato per le moneta da 5 franchi. Al dritto era raffigurata la testa laureata della repubblica di profilo, con la legenda circolare REPVBLIQVE FRANÇAISE e la firma A. Lavrillier sotto collo.
Al rovescio, le iniziali RF in alto entro una corona il valore al centro; "5 FRANCS". Il contorno era liscio.
La prima emissione fu del 1933, sostituendo la moneta da 5 franchi del tipo Bazor.
Tra il 1933 e il 1939 ne furono coniati 117 939 874 esemplari in nickel.
Tra il 1938 e il 1947 ne furono coniati 55 831 125 in bronzo-alluminio.
Tra il 1945 e il 1952, 802 536 521 in alluminio.

## Tabella della emissioni
| Anni        | Valore    | Diametro | Peso  | Contorno | Metallo        | Tiratura totale | Note                               |
| ----------- | --------- | -------- | ----- | -------- | -------------- | --------------- | ---------------------------------- |
| 1933 – 1939 | 5 franchi | 31 mm    | 12 g  | liscio   | nickel         | 117 939 874     | III repubblica                     |
| 1938 – 1947 | 5 franchi | 31 mm    | 12 g  | liscio   | bronzalluminio | 55 831 125      | III repubblica/Stato francese      |
| 1945 – 1952 | 5 franchi | 31 mm    | 3,5 g | liscio   | alluminio      | 802 536 521     | Governo provvisorio, IV repubblica |